# خوسيه روميرو سانتوس
خوسيه روميرو سانتوس هو مجدف كوبي، ولد في 26 يناير 1936.

## وصلات خارجية
- خوسيه روميرو سانتوس على موقع الاتحاد الدولي للتجديف (الإنجليزية)
- خوسيه روميرو سانتوس على موقع أوليمبيديا (الإنجليزية)